# 柳宿三
長蛇座η，又名BD+03 2039，HD 74280、SAO 117050、HR 3454，是長蛇座的一颗恒星，视星等为4.3，位于銀經223.25，銀緯26.32，其B1900.0坐标为赤經8h 37m 59.8s，赤緯+3° 26.32′ 28″。